# Farmington (New York)
Pour les articles homonymes, voir Farmington.
Farmington est une ville du comté d'Ontario, dans l'État de New York, aux États-Unis,. En 2010, elle comptait une population de 11 825 habitants.

## Démographie
Lors du recensement de 2010, la ville comptait une population de 11 825 habitants. Elle est estimée, en 2016, à 12 945 habitants.